# 黄龙溪镇
黄龙溪镇位于中国四川省成都市双流区下辖的一个乡镇级行政单位。该镇位于双流区西南部边缘，地处双流区、彭山区、仁寿县的交界处，距成都市区约40公里，是中国历史文化名镇之一，鹿溪河在此汇入锦江。黄龙溪镇拥有2100多年的历史，汉代起便成为锦江上水路运输的重要一站。黄龙溪镇至今保留着较为完好的古镇格局和众多传统民俗活动，其中黄龙溪火龙灯舞、“府河号子”入选了中国国家级非物质文化遗产。

## 行政区划
黄龙溪镇下辖以下地区：
黄龙社区、古佛村、东岳村、华严村、大河村、嘉禾村、响水村和川江村。

## 地理
黄龙溪镇位于成都平原向盆中丘陵的过渡地带，除锦江沿岸地势较为平坦外，其余地区地形以浅丘为主。锦江由北向南流经黄龙溪镇，鹿溪河在此自东向西汇入锦江。此处属于双流、彭山、仁寿的交界处，距成都市区约40公里，距双流县城约34公里。黄龙溪镇东面和北面分别与籍田镇、永安镇交界，西面和南面则与彭山的武阳乡、皇陵乡交界，总面积约为50.4平方公里，下辖8个行政村和1个社区，总人口为27768人（2008年），其中非农业人口超过3200人。

## 交通
黄龙溪镇交通便捷，双流到黄龙溪的双黄路、大邑到黄龙溪的大黄路、正黄路正兴到黄龙溪的正黄路、籍田到黄龙溪的籍黄路交会于此，其中双黄路为双向四车道的旅游快速通道，路况良好。公共交通方面，成都开行有双流客运中心到黄龙溪镇的S18路公交车和华阳客运中心到黄龙溪镇的541路公交车，彭山有从彭山北站到黄龙溪的S101及S102路。另外，成都市区的成都旅游集散中心、金沙车站还都开行了直达黄龙溪镇的班车。
- 自驾路线：成都--眉山--丹棱--洪雅--柳江（开车约2个半小时）
- 自驾路线：成都--成雅高速--朝阳大道--五龙谷（全程约85公里，开车约1个半小时)

## 历史
古时锦江航路与岷江、长江航路相通，是成都对外交流的重要通道。黄龙溪镇位于成都下游约40公里处，来自成都的航船如若早上出发，则中午到达黄龙溪镇；如若中午出发，则需在黄龙溪镇停泊过夜。加之黄龙溪镇位于鹿溪河汇入锦江处，河面宽阔、水势平稳。因此，从汉代起，此处便形成码头和集镇，成为锦江上水路运输的重要一站。
黄龙溪镇原名永兴场，原址位于锦江东岸，曾毁于一场大火，故又名“火烧场”。清代初年，永兴场由河对岸迁至现址。清代时，华阳（后并入双流县）、彭山、仁寿三县同时受民事纠纷、匪患、水患等困扰，于是在三县交界处的黄龙溪镇设立了名为“总爷衙门”的联合办事机构，共管三县事务。民国时期，总爷衙门改为三县衙门。20世纪之后，由于陆路交通发展迅速，锦江航运逐渐废弛，黄龙溪镇也逐渐由繁忙的码头转变为安静的江边场镇。

## 文化

### 场镇格局

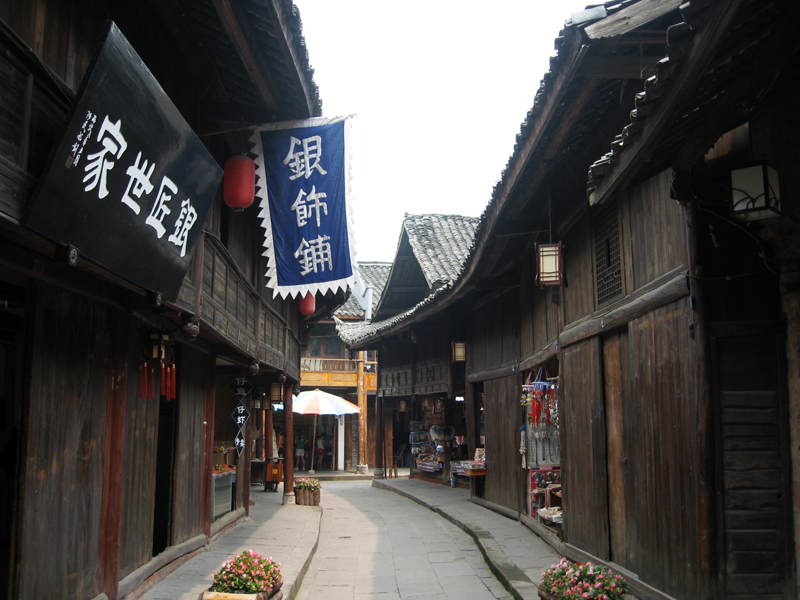

黄龙溪镇至今保留着较为完好的古镇格局，其由七条街九条巷子组成，七街依次为正街、新街、横街、上河街、下河街、复兴街和仿清街；九巷依次为鱼鳅巷、担水巷、烟市巷、扁担巷、龙爪巷、篙竿巷、蓑衣巷、艄公巷、打更巷。76套始建于明清两代的川西民居分布于古镇的七条街巷之中。黄龙溪镇内镇江寺、潮音寺、古龙寺三座佛寺皆位于沿锦江而建的主街——正街之上，其中镇江寺位于正街南首，古龙寺位于正街北首，控制了街道的长度，形成了单纯、紧凑的场镇格局，组成了“一街三庙”的奇特佛教景观。另外黄龙溪镇内共有树龄上千年的榕树六株，这些大体量的榕树使黄龙溪镇拥有了不同于其它古镇的独特景致。

### 民俗
黄龙溪镇至今保留着打更的习俗，许多其它的传统民俗活动和民间艺术形式也在此被传承下来，包括火龙灯舞、狮灯、牛儿灯、幺妹儿灯、放生会、赛龙舟、府河号子（府河为锦江旧称）等等。其中，起源于南宋时期的黄龙溪火龙灯舞最为知名，每年春节，黄龙溪镇都会进行大规模的火龙灯舞表演。黄龙溪镇被中国文化部命名为“中国民间艺术火龙之乡”，黄龙溪火龙灯舞也成功入选了中国国家级非物质文化遗产。